# Rabenauer Grund
Koordinaten: 50° 57′ 43″ N, 13° 37′ 7″ O

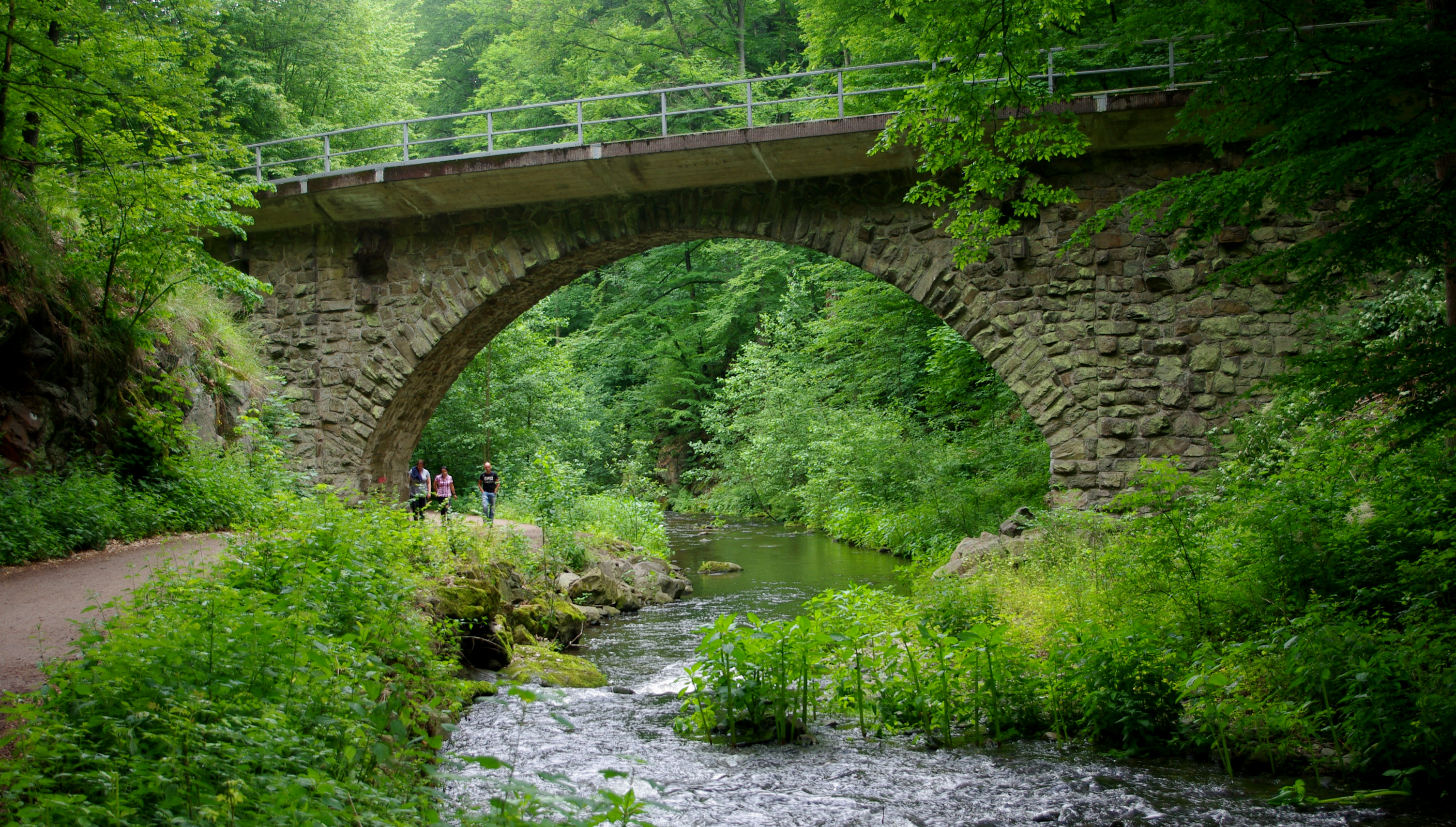
Rabenauer Grund; Wanderweg neben dem Fluss und Brücke der Weißeritztalbahn.

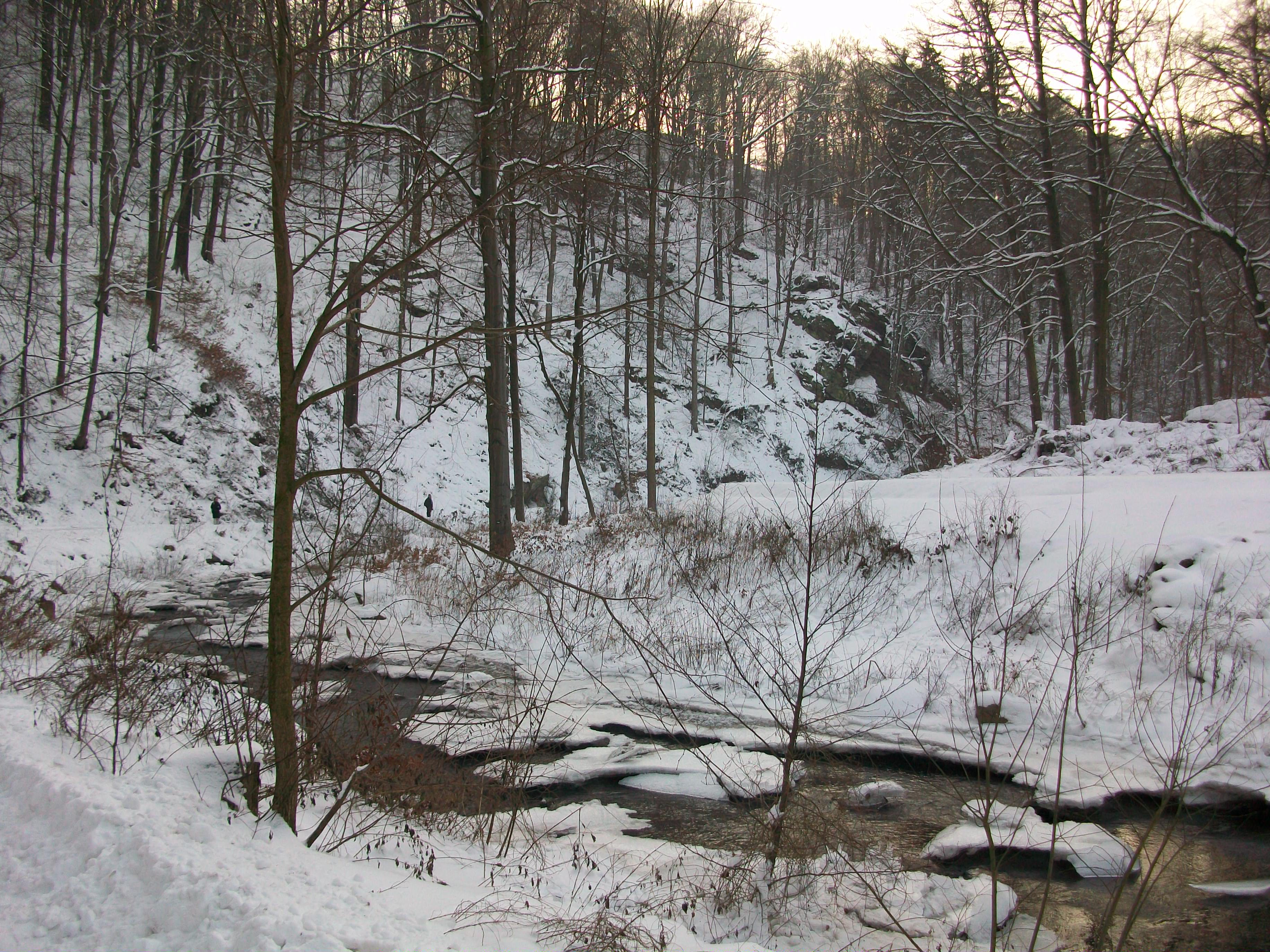
Der Rabenauer Grund im Winter.

Der Rabenauer Grund ist ein bis zu 80 Meter tiefes Kerbtal der Roten Weißeritz im Osterzgebirge südwestlich von Rabenau in Sachsen. Er steht seit 1961 unter Naturschutz.

## Beschreibung

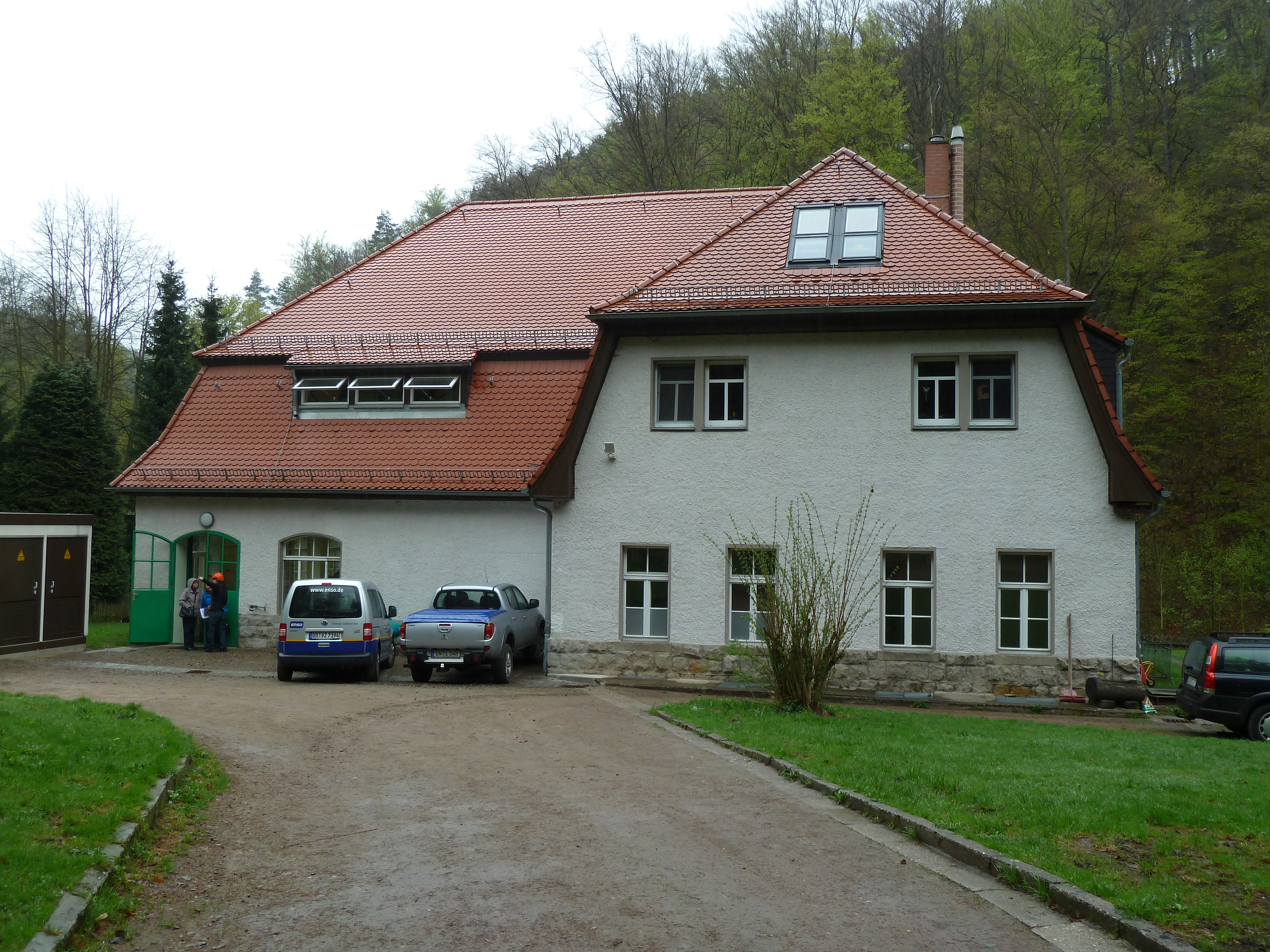
Wasserkraftwerk Rabenauer Grund

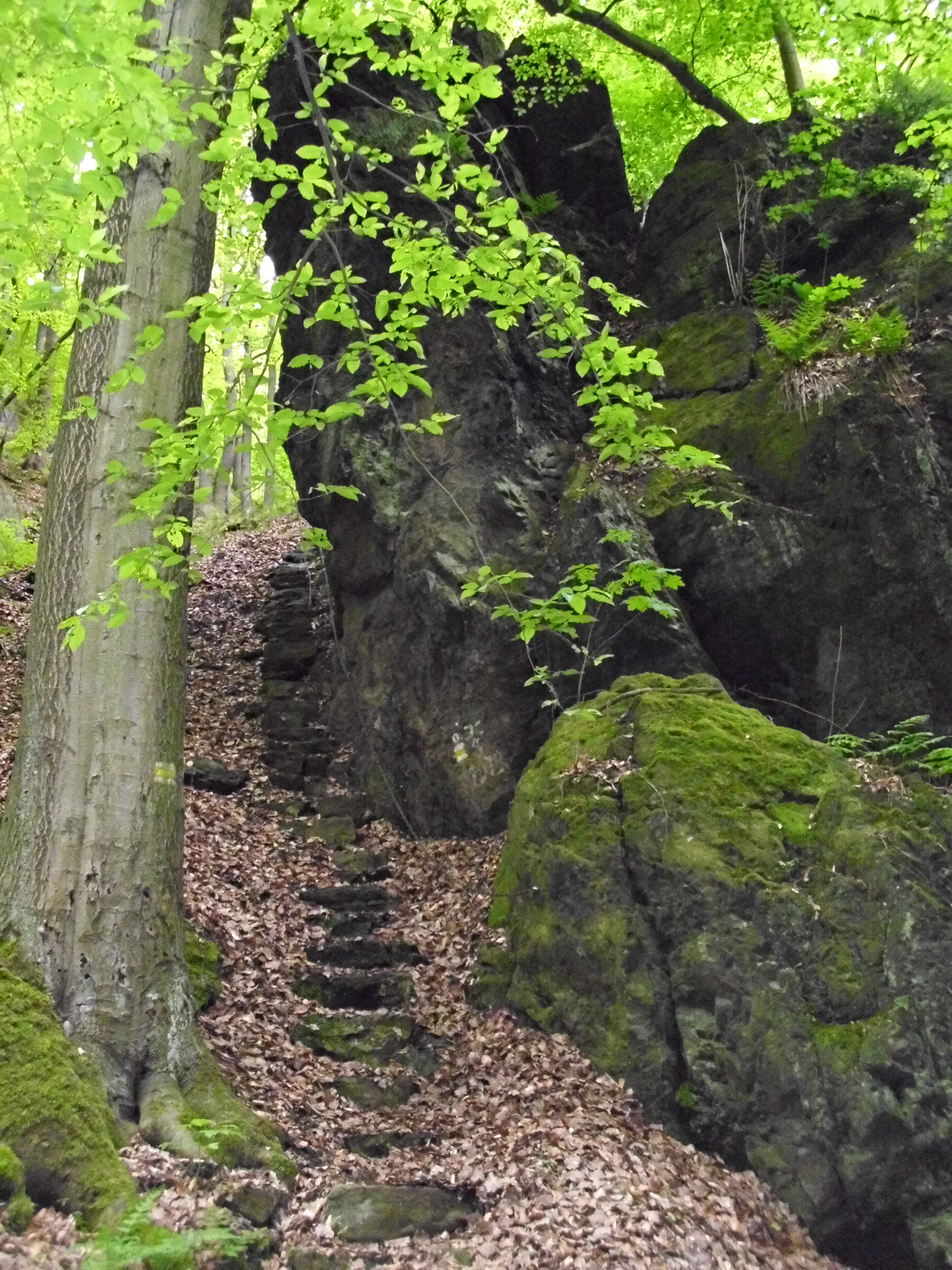
Teufelskanzel

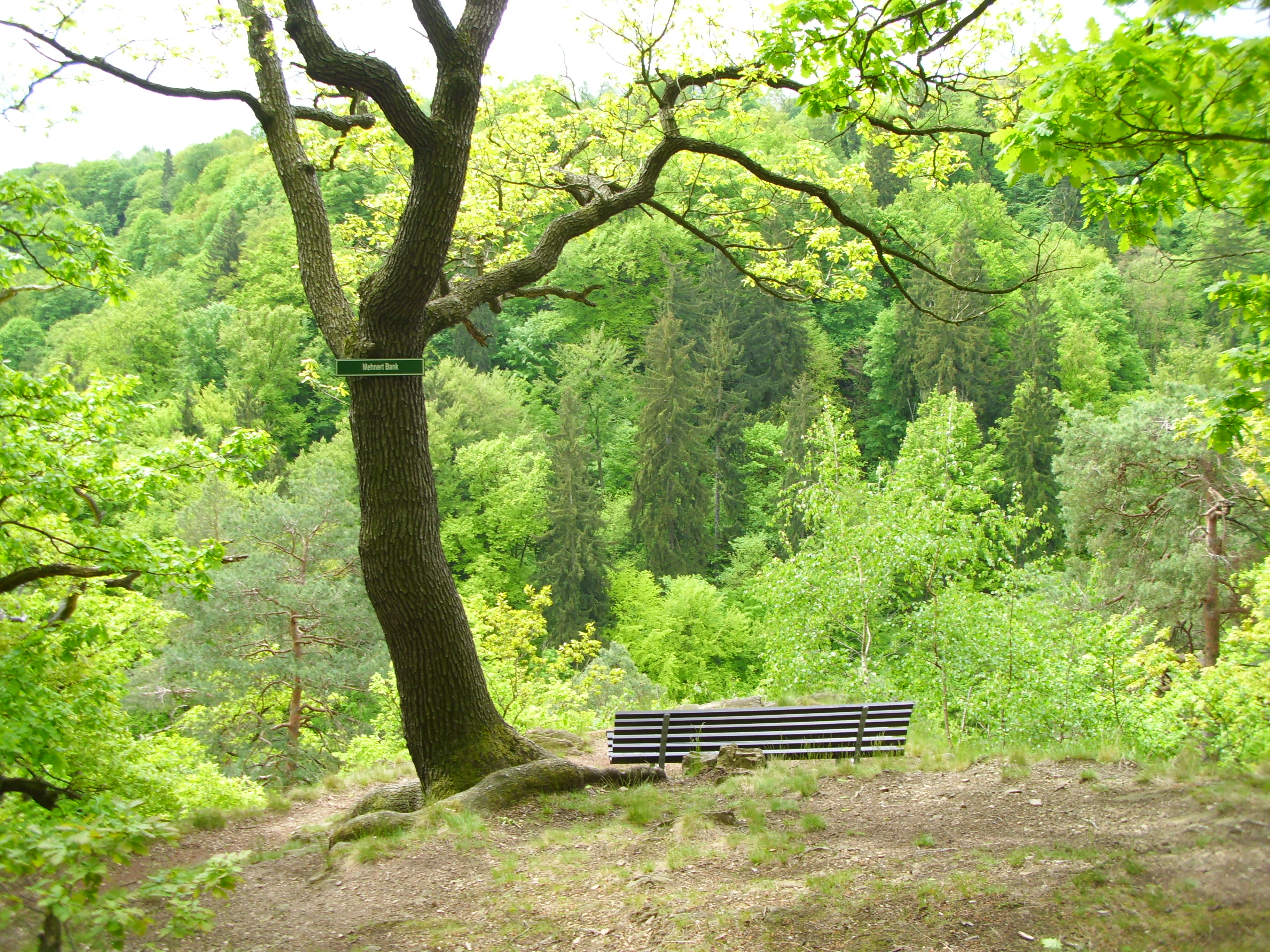
Mehnert-Bank

Als Rabenauer Grund wird im engeren Sinne der Engtalabschnitt zwischen dem Gasthof Rabenauer Mühle und dem Austritt der Weißeritz in das Döhlener Becken bei Freital-Coßmannsdorf verstanden. Flussaufwärts der Rabenauer Mühle befindet sich der Spechtritzgrund, der bis zur ehemaligen Spechtritzmühle führt und als Kerbtal in Richtung Seifersdorf bis zum Langen Grund, der von einer Bahnbrücke überquert wird, als Seifersdorfer Grund bis Seifersdorf seine Fortsetzung findet. Zwischen Rabenau und Seifersdorf ist auch die Bezeichnung als Oberer Rabenauer Grund verbreitet.
Der Grund bietet bizarre Felsformationen und Landmarken, denen verschiedene Sagen und Begebenheiten zugeordnet werden. Diese sind teilweise auf Wegmarken und Schildern erklärt und ausgewiesen (zum Beispiel Brautbett, Einsiedlerfelsen, Predigtstuhl, Nadelöhr, Himmelsleiter, Goldstampfe, Nixentump, Pferdetump, Planwiese, Trompeterfelsen).
Einmündende Nebenflüsse sind der Borlasbach im Spechtritzgrund, der Oelsabach nahe der Rabenauer Mühle, das Lübauer Gründel, der Langegrundbach und der Mittelgrundbach im Seifersdorfer Grund. Das Gefälle der Roten Weißeritz im Rabenauer Grund wird zur Elektroenergiegewinnung in dem gleichnamigen Wasserkraftwerk genutzt, dessen Wasserschloss und Kaskaden ein Technisches Denkmal sind. Weitere Wasserkraftwerke befinden sich in Seifersdorf sowie an der Talsperre Malter.

## Geschichte

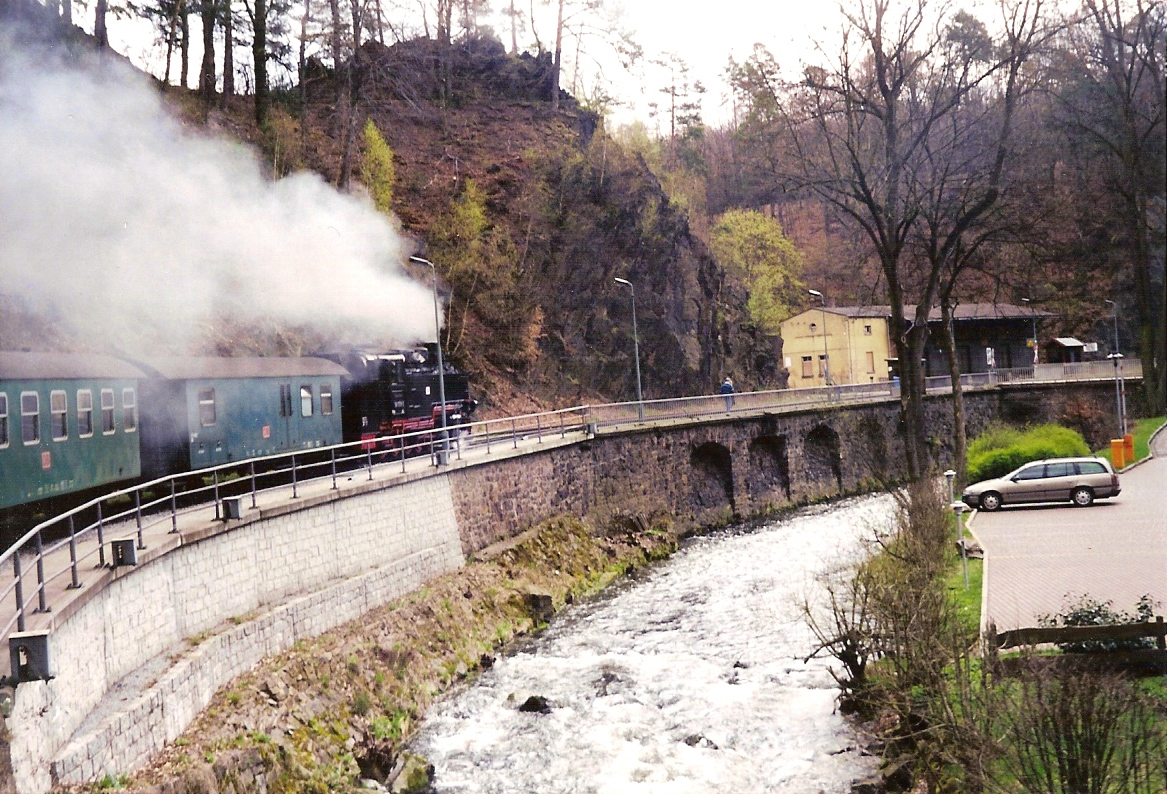
Die Weißeritztalbahn am Bahnhof Rabenau.

Eine Flößerei mit dem Holz aus den umliegenden Wäldern wurde 1521 eingerichtet und bestand bis ins Jahr 1870. Im Dreißigjährigen Krieg versteckten sich Rabenauer Einwohner unter der Führung von Pfarrer Anton Bodenhäuser vor den brandschatzenden schwedischen Truppen im schwer zugänglichen Rabenauer Grund am Predigtstuhl.
Das Tal bildet seit seiner dauerhaften Begehbarmachung durch Freiberger Bergleute zu Beginn des 19. Jahrhunderts und der Eröffnung im Jahr 1834 ein malerisches Wander- und Erholungsgebiet, das bereits Landschaftsmaler und Romantiker wie Adrian Ludwig Richter besuchten. Sein Bild Brautzug im Frühling gilt als Darstellung Rabenauer Motive. Der in seinem Bild Genoveva in der Waldeinsamkeit gezeigte Felsen ist das Nadelöhr im Rabenauer Grund. Das Nadelöhr war der Felstunnelzugang, im Mai 1898 ließ der Coßmannsdorfer Kommerzienrat Dietel das Nadelöhr abtragen und den heutigen Waldweg anlegen. Ein alter Weg durchquert unterhalb des ehemaligen Wehres der Felsenmühle an der Holzbank nahe Spechtritz den Spechtritzgrund. Dessen Bedeutung geht bis ins frühe Mittelalter zurück. Er wird von Chronisten als ein wichtiger Handelsweg beschrieben. Er führte von Borlas über den Spechtritzer Steinbergweg ins Tal, überquerte die Weißeritz über eine einst vorhandene Steinbrücke und ging gegenüber dem noch vorhandenen Waldweg oberhalb der ehemaligen Felsenmühle hinauf.
Die Mühlen im Tal nutzten das Wasser der Weißeritz; so werden 1235 die Rabenauer Mühle und 1562 die 2009 abgerissene Spechtritzmühle erstmals erwähnt. Die Spechtritzer Felsenmühle wurde 1886/1888 auf den Talwiesen des Freigutes Kleinoelsa erbaut, zu DDR-Zeiten als Korkmühle bezeichnet und 2008 abgerissen. Die Seifersdorfer Mühle wurde 1501 erstmals erwähnt. Für den Wanderer gibt es nur noch eine Einkehrmöglichkeit in der Rabenauer Mühle sowie in Coßmannsdorf im Gasthof „Zum Rabenauer Grunde“, im Volksmund auch „Hemmschuhschänke“ genannt.
Die Theler-Versuchsstollen wurden im Auftrag des Ritters Conrad von Theler († 1361) eröffnet, welcher in der Gegend Erzgruben besaß, nachdem er der Sage nach einen Wünschelrutengänger zur Suche nach Erz beauftragte.
Die Himmelsleiter wurde 1893 von Franz Dietel aus Coßmannsdorf und Heimatfreunden aus Rabenau angelegt. Sie führte einst über den Einsiedlerfelsen durch die Bastei auf über 200 Stufen und einer Eisenleiter bis zu einem in den Felsen gebauten Bänkchen. Von 1906 an führte der Anstieg nach der vierten Eisenbahnbrücke rechts hinauf. Seit 1996 ist die Himmelsleiter mit dem Abschnitt des Grundes zwischen der Somsdorfer Klamm und dem Nixensteig nach Lübau für Wanderer gesperrt und der Natur im Naturschutzgebiet überlassen.
Bereits 1894 legte Franz Dietel mit weiteren Heimatfreunden den schmalen Weg durch die Somsdorfer Klamm mit dem treppenreichen Aufstieg vorbei an der Teufelskanzel an. 
Seit 1882 verkehrt durch den Rabenauer Grund die schmalspurige Weißeritztalbahn. Die Trasse schlängelt sich im Grund entlang der Weißeritz und überquert 17 Brücken. Der einstige Bahntunnel am Einsiedlerstein wurde im Juni & Juli 1905 abgetragen. Sie wurde wegen des Baus der Talsperre Malter zwischen Spechtritz und Dippoldiswalde höher gelegt und gilt als älteste im Betrieb befindliche Schmalspurbahn Deutschlands. Der Wanderweg wurde 1896 von Rabenau aus bis zum Seifersdorfer Gasthaus zum Weißeritztal angelegt. Seit dem 15. Juni 1914 verläuft er ab Spechtritz über Seifersdorf bis zur Sperrmauer der Talsperre Malter auf Teilen der ehemaligen Bahntrasse.
Das Wasserkraftwerk im Rabenauer Grund mit der Natursteinkaskade wurde 1911 eingeweiht. 
Im Rabenauer Grund fanden 1961 von Seifersdorf bis Freital die Wildwasser- und Kanuslalomweltmeisterschaften in Ausrichtung durch die Gemeinde Hainsberg statt.
Im Jahr 1992 wurde der Sagenweg durch den Heimatverein Rabenau eröffnet, welcher den Predigtstuhl, das Brautbett, die Mehnert-Bank, die Weiße Bank, die Vogelstellige, den Paul-Stephan-Platz, den Großvaterstuhl und den Konrad-Grüttner-Platz verbindet. Teile des Weges wurden mit der Aussichtsplattform des Großvaterstuhls bereits vor 1834 erschlossen.
Enorme Zerstörungen hinterließ das Hochwasser von 2002 im Rabenauer Grund. Zum zweiten Mal nach 1897 wurde die Trasse der Schmalspurbahn fast völlig weggerissen. Die wenigen Häuser im Tal wurden schwer in Mitleidenschaft gezogen, und infolge entweder weitgehend restauriert oder abgerissen. Mit schwerem Gerät wurde der Grund nach dem Hochwasser geräumt. Dabei wurde das felsdurchsetzte natürliche Bachbett der Roten Weißeritz teilweise zerstört; geblieben ist eine gleichförmige Abflussrinne. Durch das nachträgliche Ausholzen der Uferzone wurde dem Naturschutzgebiet irreparabler Schaden zugefügt. Weitere alte Bäume wurden trotz Protesten von Umweltschützern im Zusammenhang mit dem Neuaufbau der Schmalspurtrasse im Jahr 2007 entfernt.
Beginnend im Herbst 2007 nahm die Sächsische Talsperrenverwaltung den Umbau von ehemaligen Stauwehren und den Bau von Fischtreppen vor. Das Hochwasser im Juni 2013 hinterließ erneut Schäden. Besonders auf dem Abschnitt zwischen Rabenauer Mühle und Freital wurde der Wanderweg soweit zerstört, dass er nicht mehr genutzt werden konnte. Die Instandsetzung erfolgte von Oktober bis Dezember 2013. Die Schäden der Schmalspurbahn hielten sich soweit in Grenzen, dass diese nach wenigen Wochen wieder fahren konnte.

## Sagen
- Der Trompeterfelsen ist ein herausschauender Felsen nahe der ehemaligen Bahnbrücke im Seifersdorfer Grund. Von ihm wird erzählt, dass im Siebenjährigen Krieg ein sächsischer Trompeter mit seinem Pferd von Oelsa kam. Er wurde von den österreichischen Truppen verfolgt. Als er am Felsen über der Weißeritz stand und keinen anderen Ausweg fand, sprangen Pferd samt Reiter über den Fluss. Am anderen Weißeritzufer angekommen, blies er als Dank für sein Leben in seine Trompete. Ein Schuss der Verfolger traf jedoch seine Trompete. Die Trompete soll noch lange Zeit aufbewahrt worden sein. Im Jahr 1800 wird der Felsen als Rabenstein bezeichnet.

- Der Einsiedler im Grunde hauste einst in einer einsamen Hütte, einer Klause. Dieser soll riesige Schätze nahe seiner Behausung vergraben haben. Nur eine reine Jungfrau wird das Glück haben, sie zu finden und zu bergen.
- Das Brautbett liegt einige Schritte vom Predigtstuhl entfernt. Eine der Töchter des letzten Ritters der Burg Rabenau verliebte sich in den edlen Junker Jeschko von Dohna. Der hartherzige Vater schlug den Antrag des jungen Grafen ab. Da raubte der Graf die Tochter und feierte mit ihr in diesem Felsenversteck eine freie Brautnacht und zwang damit den Vater zum Segen des vollzogenen Ehebundes.
- Die Rabenauer Mühle gehörte früher zur Burg Rabenau, wodurch beide mit einem unterirdischen Gang verbunden gewesen sein sollen. Hier bewachten zwei Zwerge einen großen Schatz, welcher von den Rabenauer Rittern vergraben worden sein soll. Nur reine zwanzigjährige Jungfrauen können diesen heben. Oft sollen Zwerge die Mühle besucht haben, welche zugleich zum Stehen kam. Erst als sie wieder durch eine Tür zum Wasserbett verschwanden, kamen die Räder wieder zum Laufen. Ein Mädchen, welches den Schatz heben wollte und von seinen Angehörigen gehindert wurde, verfiel in ein Fieber und erlag daran. Ende des 18. Jahrhunderts gelang es, einen Teil des Schatzes mit Hilfe von Geisterbeschwören zu finden und zu bergen.
- Die Goldstampfe im Spechtritzgrund neben der Brücke zum Lübauer Grund, wurde einst von einem Mann aus Oberitalien besucht, von den Einheimischen wurde er „Wale“ genannt, da er aus dem Welschland kam. Dieser siebte hier das Wasser der Weißeritz, das Gold enthielt.[9] Mit seinen Reichtümern beladen, kehrte er in seine Heimat zurück. Im Jahre 1800 wird dieser Platz der Weißeritz als Kleiner Nixentump bezeichnet.

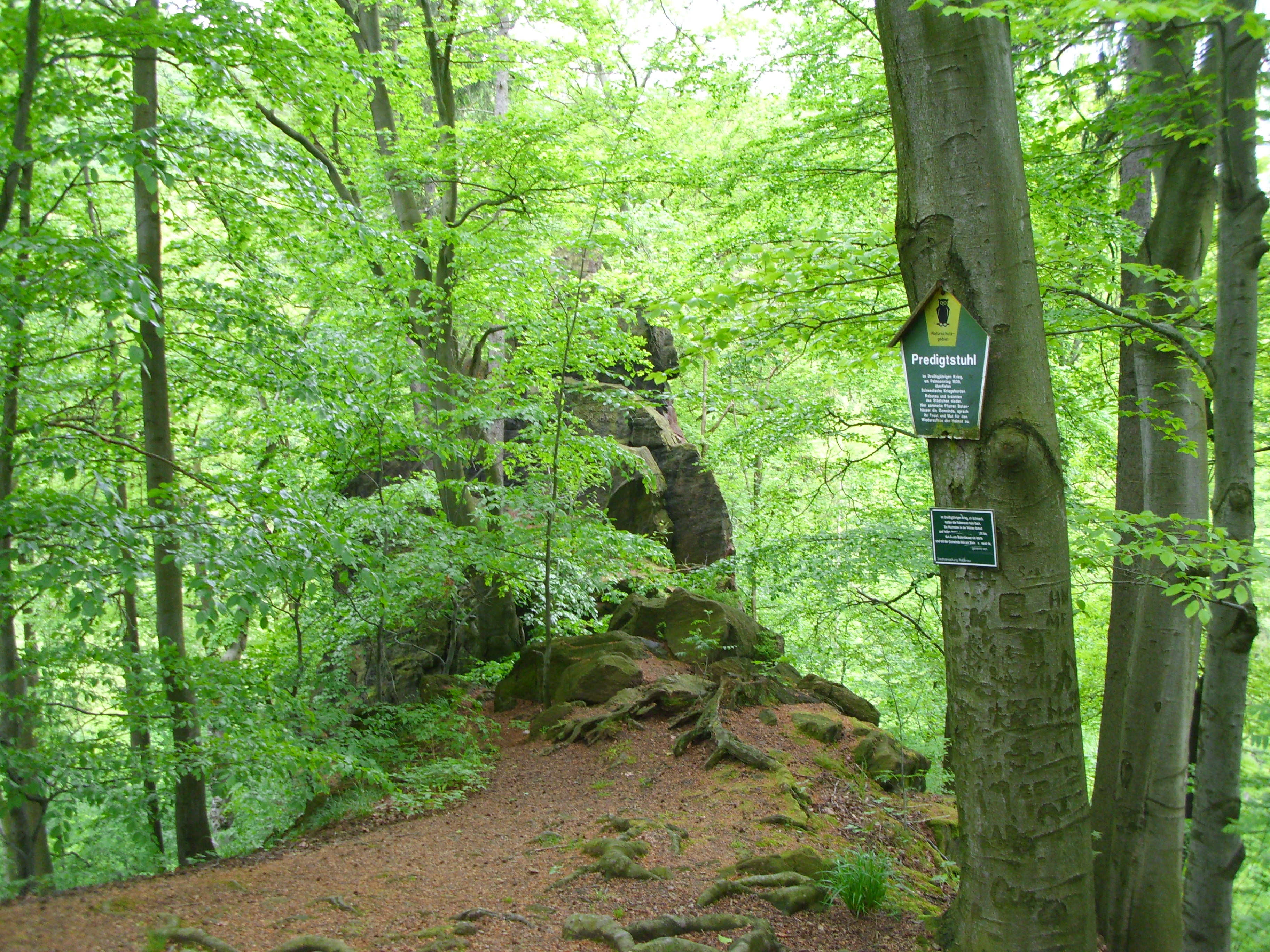
Predigtstuhl

- Der Predigtstuhl unterhalb des heutigen Rabenauer Ortsteils Siedlung Waldfrieden diente im Dreißigjährigen Krieg 1639, als die Schweden Rabenau heimsuchten, zum Schutz der Einheimischen, die sich mit dem Rabenauer Pfarrer Anton Bodenhäuser[10] hier versteckten. Er predigte ihnen vom erhöhten Stein, um in der Verzweiflung ihnen einen Hoffnungsschimmer zu geben.
- Im Nixentump nahe der Planwiese wohnte seit jeher ein gutmütiger Wassergeist. Mit ihm wohnten seine Töchter, zwei Nixen. Diese bleichten in Vollmondnächten an der Planwiese ihre Kleider und Wäsche, tanzten und sangen dabei. Sie mischten sich unter die Bauernmädchen in der Lübauer Schänke, wo sie gern von den Burschen zum Tanze aufgefordert wurden. Einige begleiteten sie zum Tump, konnten jedoch nicht mit durch diesen gehen, um den feuchten Palast zu  erblicken.

## Tourismus
Ein Waldweg folgt in der gesamten Länge des Grundes ab der Weißeritzbrücke nach dem „Hains“ in Freital bis zur Rabenauer Mühle, das Befahren mit dem Fahrrad, Rollstuhl oder Kinderwagen wird ab dem Treppenüberstieg am Rabenauer Mühlenwehr eingeschränkt. Das Wandern über den Sagenweg an der Nordöstlichen Seite des Grundes ist nur für Fußgänger geeignet. Der Grund wird mit der Weißeritztalbahn, dem Haltepunkt Rabenau angefahren.

## Natur

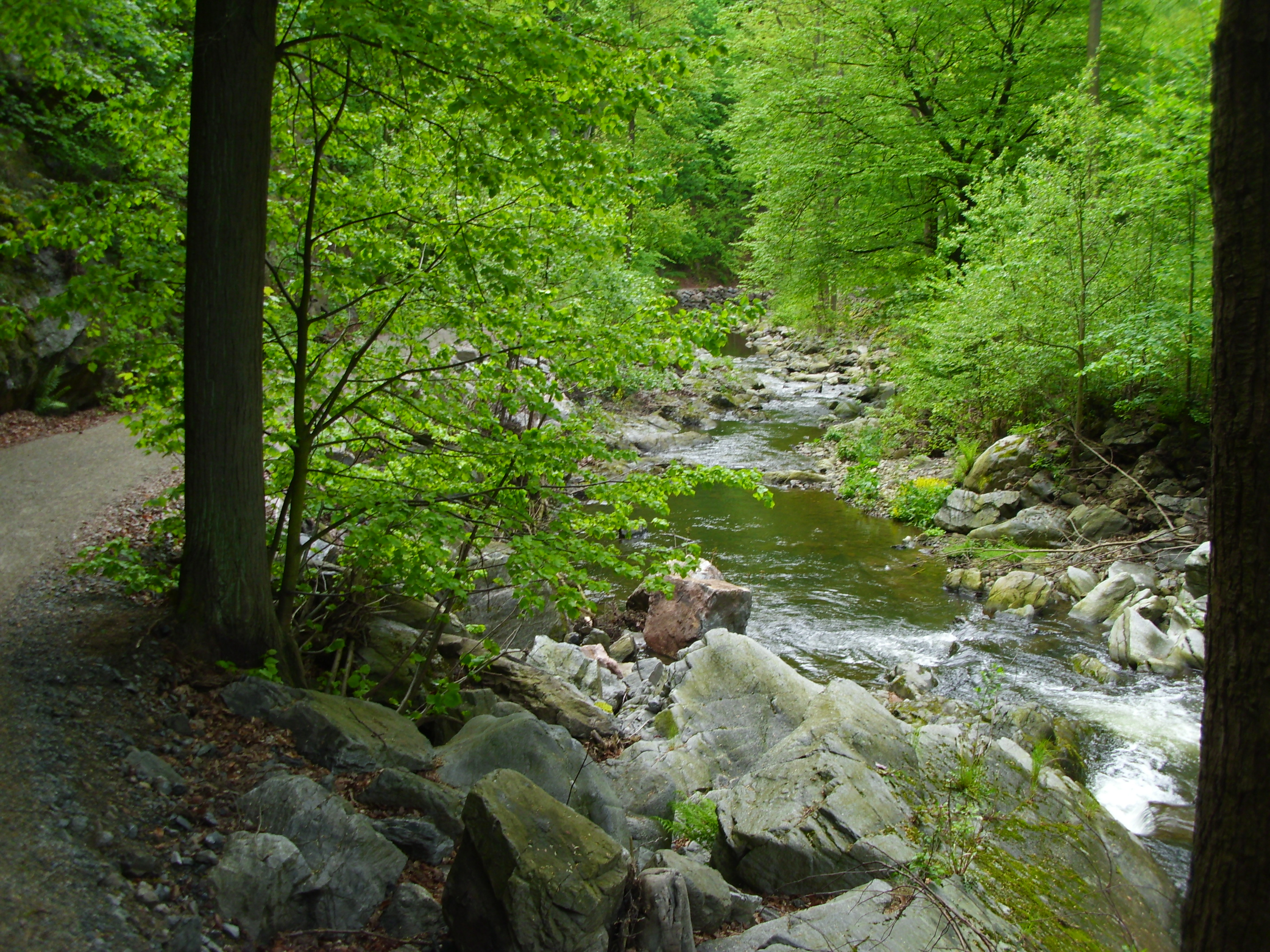
Die Weißeritz

### Schutzgebiete
Der Landschaftsraum des Rabenauer Grundes ist aufgrund seiner hohen ökologischen Wertigkeit durch eine Vielzahl von Schutzgebieten nach Naturschutzrecht geschützt. Die artenreich ausgeprägten Waldgesellschaften und das strukturreiche Flussbett der Roten Weißeritz beherbergen ein bedeutendes Fledermaushabitat und bieten eine artenreiche Fischfauna.
Im Jahre 1961 erfolgte die Ausweisung als Naturschutzgebiet. Ein großräumigeres Landschaftsschutzgebiet mit dem Gebietsnamen Tal der Roten Weißeritz umgibt den Talraum.
Die Täler von Roter Weißeritz und Oelsabach sind als Flora-Fauna-Habitat-Gebiet an die Europäische Kommission im Jahre 2005 gemeldet worden und stellen somit einen Bestandteil des europäischen Netzwerkes Natura 2000 dar. Daneben ist der Naturraum als Europäisches Vogelschutzgebiet Weißeritztäler über Verordnung des Regierungspräsidiums Dresden (Landesdirektion) vom 19. Oktober 2006 geschützt.

### Pflanzen
Im Rabenauer Grund findet man unter anderem Wald-Wicke, Knöllchen-Steinbrech, Platanen-Hahnenfuß, Hohe Schlüsselblume, Großblütiger Fingerhut und Schwarzwerdender Geißklee. Besonders hervorzuheben sind verschiedene Farnarten, unter welchen Nordischer Streifenfarn, Braunstieliger Streifenfarn und Nördlicher Streifenfarn zählt. 
An Baumarten sind Trauben-Eiche, Hainbuche, Gemeine Esche, Vogel-Kirsche, Winterlinde, Bergahorn und Spitzahorn, Rotbuche, Sommerlinde neben Nadelgehölzen anzutreffen.

### Tiere
Anzutreffen und auch heimisch sind diverse Libellenarten, Laufkäferarten, holzbewohnende Käferarten, die Bachforelle (Salmo trutta fario), Rotauge (Rutilus rutilus), Döbel (Squalius cephalus), Aal (Anguilla anguilla), der Feuersalamander (Salamandra salamandra) und Fledermausarten. An Brutvögeln sind der Buchfink (Fringilla coelebs), Kohlmeise (Parus major) und Blaumeise (Cyanistes caeruleus), Kernbeißer (Coccothraustes coccothraustes), Mönchsgrasmücke (Sylvia atricapilla), Wasseramsel (Cinclus cinclus), Zaunkönig (Troglodytes troglodytes), Zilpzalp (Phylloscopus collybita), Rotkehlchen (Erithacus rubecula), Star (Sturnus vulgaris), Kleiber (Sitta europaea), Grauschnäpper (Muscicapa striata), Gebirgsstelze (Motacilla cinerea) zu nennen.